# Caladenia lindleyana
Caladenia lindleyana är en orkidéart som först beskrevs av Heinrich Gustav Reichenbach, och fick sitt nu gällande namn av Mark Alwin Clements och David Lloyd Jones. Caladenia lindleyana ingår i släktet Caladenia och familjen orkidéer. Inga underarter finns listade i Catalogue of Life.